# سبز درخشان (دی‌وای‌ای)
سبز درخشان (دی‌وای‌ای) (به انگلیسی: Brilliant Green (dye)) با فرمول شیمیایی کربن۲۷هیدروژن۳۳نیتروژن۲.Hاکسیژن۴گوگرد یک ترکیب شیمیایی با شناسه پاب‌کم ۱۲۴۴۹ است. که جرم مولی آن ۴۸۲٬۶۴ g/mol می‌باشد. سبز درخشان یک ضدعفونی‌کننده است.